# José María Soro
José María Soro Bergua, conocido como Pepe Soro, (nacido en Circa el 12 de enero de 1936 en Cataluña) es un exjugador de baloncesto español. 

## Trayectoria
Se inicia en el mundo del baloncesto en el Colegio La Salle de Barcelona, en el Colegio Hispano-francés y en el CC Sants. Jugaría en el Laietà Basket Club, Picadero Jockey Club y en el FC Barcelona (1955-1957) un año en cada uno en sus inicios en el baloncesto de alta competición. En el Orillo Verde de Sabadell jugaría por un espacio de 3 años, logrando un subcampeonato de Liga. Después volvería al Picadero Jockey Club, donde jugaría 6 años, ganando una copa en el año 1964 y logrando 3 subcampeonatos de Liga. Después de retirarse se dedicó a entrenar a diversos equipos de Cataluña.

## Internacionalidades
Fue internacional con España en 2 ocasiones. El escaso bagaje de internacionalidades se debe a incompatibilidades con su trabajo en la Compañía Transmediterránea, ya que por calidad y carrera podría haber tenido más entorchados con España. 